# Courtney Jones (Eiskunstläufer)
Courtney John Lyndhurst Jones (* 30. April 1933) ist ein ehemaliger britischer Eiskunstläufer, der im Eistanz startete.

## Leben
Zunächst trat er an der Seite von June Markham an. Bereits bei seinem Weltmeisterschafts- und Europameisterschaftsdebüt gewann das Paar 1956 die Silbermedaille hinter ihren Landsleuten Pamela Weight und Paul Thomas. 1957 wurden sie als amtierende britische Meister in Wien Europameister und in Colorado Springs Weltmeister. Ihre Titel verteidigten sie 1958 bei der Europameisterschaft in Bratislava und der Weltmeisterschaft in Paris.
Ab 1959 wurde Doreen Denny Jones’ neue Eistanzpartnerin. Mit ihr konnte er nahtlos an seine vergangenen Erfolge anknüpfen. Das Paar gewann alle Wettbewerbe, an denen es teilnahm. 1959 wurden sie als amtierende britische Meister in Davos Europameister und in Colorado Springs Weltmeister. Ihre Titel verteidigten sie 1960 bei der Europameisterschaft in Garmisch-Partenkirchen und der Weltmeisterschaft in Vancouver. 1961 wurden sie in Berlin nochmals Europameister. Es war ihr letzter Wettbewerb, da die Weltmeisterschaft 1961 in Prag aufgrund des Flugzeugabsturzes der US-Mannschaft abgesagt wurde.
Courtney Jones brachte es mit seinen beiden Eistanzpartnerinnen auf insgesamt vier Weltmeisterschaftstitel und fünf Europameisterschaftstitel. Nur Alexander Gorschkow war mit sechs WM-Titeln und sechs EM-Titeln erfolgreicher als er.
Jones wurde 1980 aufgrund seiner Verdienste im Eistanz der Order of the British Empire verliehen. Er ist Mitglied des Führungsgremiums der Internationalen Eislaufunion und war auch Präsident des britischen Eislaufverbandes. Er fungierte als Punktrichter und arbeitete als Kostümbildner. Er beriet Jayne Torvill und Christopher Dean und war an deren berühmter Bolero-Kür beteiligt. 1986 wurde er in die World Figure Skating Hall of Fame aufgenommen.

## Ergebnisse

### Eistanz
(mit June Markham)
| Wettbewerb / Jahr         | 1956 | 1957 | 1958 |
| ------------------------- | ---- | ---- | ---- |
| Weltmeisterschaften       | 2.   | 1.   | 1.   |
| Europameisterschaften     | 2.   | 1.   | 1.   |
| Britische Meisterschaften |      | 1.   | 1.   |

(mit Doreen Denny)
| Wettbewerb / Jahr         | 1959 | 1960 | 1961 |
| ------------------------- | ---- | ---- | ---- |
| Weltmeisterschaften       | 1.   | 1.   |      |
| Europameisterschaften     | 1.   | 1.   | 1.   |
| Britische Meisterschaften | 1.   | 1.   | 1.   |